# Javier Clemente
Javier Clemente Lázaro (Barakaldo, 12 de Março de 1950) é um treinador e ex-futebolista espanhol que atuava como atacante. Atualmente treina a Seleção Basca de Futebol.

## Títulos

### Como jogador

#### Athletic Bilbao
- Copa da Espanha: 1968–69

### Como Treinador

#### Athletic Bilbao
- Campeonato Espanhol: 1982–83, 1983–84
- Copa da Espanha: 1983–84
- Supercopa da Espanha: 1984